# 喜歌劇院
喜歌劇院（法語：Théâtre de l'Opéra-Comique，發音：[teatʁ də lɔpeʁa kɔmik]）是位於法國巴黎的一個布雜藝術風格的歌剧院。它建于1893年至1898年期間，由法国建筑师路易·贝尼耶设计，它位于意大利人大道以南的布瓦尔迪厄广场。